# Championnat du monde masculin de curling 1969
Navigation
Édition précédente Édition suivante
Le Championnat du monde masculin de curling 1969 (nom officiel : Air Canada Silver Broom) est le 11e championnat du monde masculin de curling.

Il a été organisé en Écosse dans la ville de Perth sur le Perth Ice Rink.

## Équipes
| Canada                                                                                               | France | Allemagne | Norvège |
| Calgary CC, Alberta Skip: Ron Northcott Third: Dave Gerlach Second: Bernie Sparkes Lead: Fred Storey | Mont d'Arbois CC, Megève Skip: Pierre Boan Third: André Mabboux Second: Yves Vallet Lead: Richard Duvillard   | EC Bad Tölz Skip: Werner Fischer-Weppler Third: Herbert Kellner Second: Rolf Klug Lead: Heinz Kellner                 | Bygdøy CC, Oslo Skip: Erik Gylenhammar Third: Sverre Michelsen Second: Nils Anton Riise-Hanssen Lead: Kai Dyvik |
| Écosse                                                                                               | Suède | Suisse | États-Unis |
| St. Martins CC, Perth Skip: Bill Muirhead Third: George Haggart Second: Derek Scott Lead: Alec Young | Djursholms CK, Stockholm Skip: Kjell Oscarius Third: Bengt Oscarius Second: Boa Carlman Lead: Christer Wessel | Bern-Zähringer CC, Bern Skip: Heinz Beutler Third: Mario Bettosini Second: Jean-Pierre Mühlemann Lead: Kurt Schneider | Superior CC, Wisconsin Skip: Bud Somerville Third: Bill Strum Second: Franklin Bradshaw Lead: Gene Ovesen       |

## Classement
| Pays       | Skip                   | V | D |
| ---------- | ---------------------- | - | - |
| Canada     | Ron Northcott          | 6 | 1 |
| États-Unis | Bud Somerville         | 5 | 2 |
| Écosse     | Bill Muirhead          | 5 | 2 |
| Suède      | Kjell Oscarius         | 4 | 3 |
| Suisse     | Heinz Beutler          | 3 | 4 |
| Allemagne  | Werner Fischer-Weppler | 2 | 5 |
| France     | Pierre Boan            | 2 | 5 |
| Norvège    | Erik Gylenhammar       | 1 | 6 |

*Légende: V = Victoire - D = Défaite

## Résultats

### Match 1
| Équipes                     | 1 | 2 | 3 | 4 | 5 | 6 | 7 | 8 | 9 | 10 | Total |
| --------------------------- | - | - | - | - | - | - | - | - | - | -- | ----- |
| Allemagne (Fischer-Weppler) | – | – | – | – | – | – | – | – | – | –  | 14    |
| France (Boan)               | – | – | – | – | – | – | – | – | – | –  | 11    |

| Équipes               | 1 | 2 | 3 | 4 | 5 | 6 | 7 | 8 | 9 | 10 | Total |
| --------------------- | - | - | - | - | - | - | - | - | - | -- | ----- |
| Suisse (Beutler)      | – | – | – | – | – | – | – | – | – | –  | 11    |
| Norvège (Gylenhammar) | – | – | – | – | – | – | – | – | – | –  | 5     |

| Équipes            | 1 | 2 | 3 | 4 | 5 | 6 | 7 | 8 | 9 | 10 | Total |
| ------------------ | - | - | - | - | - | - | - | - | - | -- | ----- |
| Canada (Northcott) | – | – | – | – | – | – | – | – | – | –  | 11    |
| Suède (Oscarius)   | – | – | – | – | – | – | – | – | – | –  | 6     |

| Équipes                 | 1 | 2 | 3 | 4 | 5 | 6 | 7 | 8 | 9 | 10 | Total |
| ----------------------- | - | - | - | - | - | - | - | - | - | -- | ----- |
| Écosse (Muirhead)       | – | – | – | – | – | – | – | – | – | –  | 11    |
| États-Unis (Somerville) | – | – | – | – | – | – | – | – | – | –  | 4     |

### Match 2
| Équipes           | 1 | 2 | 3 | 4 | 5 | 6 | 7 | 8 | 9 | 10 | Total |
| ----------------- | - | - | - | - | - | - | - | - | - | -- | ----- |
| Écosse (Muirhead) | – | – | – | – | – | – | – | – | – | –  | 14    |
| France (Boan)     | – | – | – | – | – | – | – | – | – | –  | 8     |

| Équipes                     | 1 | 2 | 3 | 4 | 5 | 6 | 7 | 8 | 9 | 10 | Total |
| --------------------------- | - | - | - | - | - | - | - | - | - | -- | ----- |
| Canada (Northcott)          | – | – | – | – | – | – | – | – | – | –  | 22    |
| Allemagne (Fischer-Weppler) | – | – | – | – | – | – | – | – | – | –  | 5     |

| Équipes                 | 1 | 2 | 3 | 4 | 5 | 6 | 7 | 8 | 9 | 10 | Total |
| ----------------------- | - | - | - | - | - | - | - | - | - | -- | ----- |
| États-Unis (Somerville) | – | – | – | – | – | – | – | – | – | –  | 13    |
| Norvège (Gylenhammar)   | – | – | – | – | – | – | – | – | – | –  | 6     |

| Équipes          | 1 | 2 | 3 | 4 | 5 | 6 | 7 | 8 | 9 | 10 | Total |
| ---------------- | - | - | - | - | - | - | - | - | - | -- | ----- |
| Suisse (Beutler) | – | – | – | – | – | – | – | – | – | –  | 10    |
| Suède (Oscarius) | – | – | – | – | – | – | – | – | – | –  | 8     |

### Match 3
| Équipes          | 1 | 2 | 3 | 4 | 5 | 6 | 7 | 8 | 9 | 10 | Total |
| ---------------- | - | - | - | - | - | - | - | - | - | -- | ----- |
| France (Boan)    | – | – | – | – | – | – | – | – | – | –  | 9     |
| Suède (Oscarius) | – | – | – | – | – | – | – | – | – | –  | 8     |

| Équipes                     | 1 | 2 | 3 | 4 | 5 | 6 | 7 | 8 | 9 | 10 | Total |
| --------------------------- | - | - | - | - | - | - | - | - | - | -- | ----- |
| États-Unis (Somerville)     | – | – | – | – | – | – | – | – | – | –  | 21    |
| Allemagne (Fischer-Weppler) | – | – | – | – | – | – | – | – | – | –  | 1     |

| Équipes           | 1 | 2 | 3 | 4 | 5 | 6 | 7 | 8 | 9 | 10 | Total |
| ----------------- | - | - | - | - | - | - | - | - | - | -- | ----- |
| Écosse (Muirhead) | – | – | – | – | – | – | – | – | – | –  | 12    |
| Suisse (Beutler)  | – | – | – | – | – | – | – | – | – | –  | 5     |

| Équipes               | 1 | 2 | 3 | 4 | 5 | 6 | 7 | 8 | 9 | 10 | Total |
| --------------------- | - | - | - | - | - | - | - | - | - | -- | ----- |
| Canada (Northcott)    | – | – | – | – | – | – | – | – | – | –  | 28    |
| Norvège (Gylenhammar) | – | – | – | – | – | – | – | – | – | –  | 2     |

### Match 4
| Équipes                     | 1 | 2 | 3 | 4 | 5 | 6 | 7 | 8 | 9 | 10 | Total |
| --------------------------- | - | - | - | - | - | - | - | - | - | -- | ----- |
| Écosse (Muirhead)           | – | – | – | – | – | – | – | – | – | –  | 14    |
| Allemagne (Fischer-Weppler) | – | – | – | – | – | – | – | – | – | –  | 5     |

| Équipes               | 1 | 2 | 3 | 4 | 5 | 6 | 7 | 8 | 9 | 10 | Total |
| --------------------- | - | - | - | - | - | - | - | - | - | -- | ----- |
| Suède (Oscarius)      | – | – | – | – | – | – | – | – | – | –  | 11    |
| Norvège (Gylenhammar) | – | – | – | – | – | – | – | – | – | –  | 2     |

| Équipes            | 1 | 2 | 3 | 4 | 5 | 6 | 7 | 8 | 9 | 10 | Total |
| ------------------ | - | - | - | - | - | - | - | - | - | -- | ----- |
| Canada (Northcott) | – | – | – | – | – | – | – | – | – | –  | 9     |
| Suisse (Beutler)   | – | – | – | – | – | – | – | – | – | –  | 6     |

| Équipes                 | 1 | 2 | 3 | 4 | 5 | 6 | 7 | 8 | 9 | 10 | Total |
| ----------------------- | - | - | - | - | - | - | - | - | - | -- | ----- |
| États-Unis (Somerville) | – | – | – | – | – | – | – | – | – | –  | 12    |
| France (Boan)           | – | – | – | – | – | – | – | – | – | –  | 3     |

### Match 5
| Équipes                 | 1 | 2 | 3 | 4 | 5 | 6 | 7 | 8 | 9 | 10 | Total |
| ----------------------- | - | - | - | - | - | - | - | - | - | -- | ----- |
| États-Unis (Somerville) | – | – | – | – | – | – | – | – | – | –  | 12    |
| Canada (Northcott)      | – | – | – | – | – | – | – | – | – | –  | 10    |

| Équipes                     | 1 | 2 | 3 | 4 | 5 | 6 | 7 | 8 | 9 | 10 | Total |
| --------------------------- | - | - | - | - | - | - | - | - | - | -- | ----- |
| Allemagne (Fischer-Weppler) | – | – | – | – | – | – | – | – | – | –  | 11    |
| Suisse (Beutler)            | – | – | – | – | – | – | – | – | – | –  | 7     |

| Équipes           | 1 | 2 | 3 | 4 | 5 | 6 | 7 | 8 | 9 | 10 | Total |
| ----------------- | - | - | - | - | - | - | - | - | - | -- | ----- |
| Suède (Oscarius)  | – | – | – | – | – | – | – | – | – | –  | 10    |
| Écosse (Muirhead) | – | – | – | – | – | – | – | – | – | –  | 7     |

| Équipes               | 1 | 2 | 3 | 4 | 5 | 6 | 7 | 8 | 9 | 10 | Total |
| --------------------- | - | - | - | - | - | - | - | - | - | -- | ----- |
| France (Boan)         | – | – | – | – | – | – | – | – | – | –  | 14    |
| Norvège (Gylenhammar) | – | – | – | – | – | – | – | – | – | –  | 7     |

### Match 6
| Équipes            | 1 | 2 | 3 | 4 | 5 | 6 | 7 | 8 | 9 | 10 | Total |
| ------------------ | - | - | - | - | - | - | - | - | - | -- | ----- |
| Canada (Northcott) | – | – | – | – | – | – | – | – | – | –  | 9     |
| France (Boan)      | – | – | – | – | – | – | – | – | – | –  | 4     |

| Équipes                     | 1 | 2 | 3 | 4 | 5 | 6 | 7 | 8 | 9 | 10 | Total |
| --------------------------- | - | - | - | - | - | - | - | - | - | -- | ----- |
| Suède (Oscarius)            | – | – | – | – | – | – | – | – | – | –  | 12    |
| Allemagne (Fischer-Weppler) | – | – | – | – | – | – | – | – | – | –  | 3     |

| Équipes               | 1 | 2 | 3 | 4 | 5 | 6 | 7 | 8 | 9 | 10 | Total |
| --------------------- | - | - | - | - | - | - | - | - | - | -- | ----- |
| Écosse (Muirhead)     | – | – | – | – | – | – | – | – | – | –  | 15    |
| Norvège (Gylenhammar) | – | – | – | – | – | – | – | – | – | –  | 4     |

| Équipes                 | 1 | 2 | 3 | 4 | 5 | 6 | 7 | 8 | 9 | 10 | Total |
| ----------------------- | - | - | - | - | - | - | - | - | - | -- | ----- |
| États-Unis (Somerville) | – | – | – | – | – | – | – | – | – | –  | 15    |
| Suisse (Beutler)        | – | – | – | – | – | – | – | – | – | –  | 3     |

### Match 7
| Équipes                     | 1 | 2 | 3 | 4 | 5 | 6 | 7 | 8 | 9 | 10 | Total |
| --------------------------- | - | - | - | - | - | - | - | - | - | -- | ----- |
| Norvège (Gylenhammar)       | – | – | – | – | – | – | – | – | – | –  | 13    |
| Allemagne (Fischer-Weppler) | – | – | – | – | – | – | – | – | – | –  | 11    |

| Équipes                 | 1 | 2 | 3 | 4 | 5 | 6 | 7 | 8 | 9 | 10 | Total |
| ----------------------- | - | - | - | - | - | - | - | - | - | -- | ----- |
| Suède (Oscarius)        | – | – | – | – | – | – | – | – | – | –  | 9     |
| États-Unis (Somerville) | – | – | – | – | – | – | – | – | – | –  | 8     |

| Équipes            | 1 | 2 | 3 | 4 | 5 | 6 | 7 | 8 | 9 | 10 | Total |
| ------------------ | - | - | - | - | - | - | - | - | - | -- | ----- |
| Canada (Northcott) | – | – | – | – | – | – | – | – | – | –  | 9     |
| Écosse (Muirhead)  | – | – | – | – | – | – | – | – | – | –  | 8     |

| Équipes          | 1 | 2 | 3 | 4 | 5 | 6 | 7 | 8 | 9 | 10 | Total |
| ---------------- | - | - | - | - | - | - | - | - | - | -- | ----- |
| Suisse (Beutler) | – | – | – | – | – | – | – | – | – | –  | 7     |
| France (Boan)    | – | – | – | – | – | – | – | – | – | –  | 5     |

### Playoffs
|  | Semi-Finale | Semi-Finale | Semi-Finale |  |  | Finale | Finale     | Finale |
|  |             |             |             |  |  |        |            |        |
|  |             |             |             |  |  | 1      | Canada     | 9      |
|  | 2           | États-Unis  | 7           |  |  | 2      | États-Unis | 6      |
|  | 3           | Écosse      | 5           |  |  |        |            |        |

#### Demi-finale
| Équipes                 | 1 | 2 | 3 | 4 | 5 | 6 | 7 | 8 | 9 | 10 | Total |
| ----------------------- | - | - | - | - | - | - | - | - | - | -- | ----- |
| États-Unis (Somerville) | – | – | – | – | – | – | – | – | – | –  | 7     |
| Écosse (Muirhead)       | – | – | – | – | – | – | – | – | – | –  | 5     |

#### Finale
| Équipes                 | 1 | 2 | 3 | 4 | 5 | 6 | 7 | 8 | 9 | 10 | Total |
| ----------------------- | - | - | - | - | - | - | - | - | - | -- | ----- |
| Canada (Northcott)      | – | – | – | – | – | – | – | – | – | –  | 9     |
| États-Unis (Somerville) | – | – | – | – | – | – | – | – | – | –  | 6     |

| Champion du monde de curling 1969 |
| --------------------------------- |
| Canada 9e titre                   |